# Bosconia
Bosconia ist eine Gemeinde (municipio) im Departamento Cesar in der Región Caribe in Kolumbien.

## Geographie
Bosconia liegt im Nordwesten von Cesar, 89 km südwestlich von Valledupar an der Straße zwischen Bucaramanga und Santa Marta und hat eine Durchschnittstemperatur von 32 °C. Die Gemeinde grenzt im Norden an El Copey, im Süden an El Paso, im Osten an Valledupar und im Westen an Ariguaní im Departamento del Magdalena.

## Bevölkerung
Die Gemeinde Bosconia hat 39.716 Einwohner, von denen 36.196 im städtischen Teil (cabecera municipal) der Gemeinde leben (Stand: 2019).

## Geschichte
Bosconia wurde 1958 auf Bestreben des damaligen Gouverneurs von Magdalena gegründet. Der Name Bosconia wurde zu Ehren des Heiligen Johannes Bosco gewählt. Bosconia ist eine der jüngsten Gemeinden in Cesar und erhielt erst 1979 den Status einer Gemeinde.